# Korálovec bukový
Korálovec bukový (Hericium coralloides (Scop.: Fr.) Pers., 1794) je velice nápadná, vzácně se vyskytující dřevokazná houba z čeledi korálovcovitých.

## Synonyma
Korálovec bílý (scop.: Fr.)
- Hericium clathroides (Pall.) Pers.,  1797
- Dryodon clathroides (Pall.) P. Karst.,  1882
- Hydnum clathroides Pall.,  1773
- Merisma clathroides (Pall.) Spreng.,  1827

## Popis
Plodnice je až 40 cm velká, keříčkovitá, složená z velkého množství bohatě větvených drobných větví srůstajících se postupně v silnější až nakonec přecházející ve velmi krátký třeň vyrůstající ze dřeva. Barva je v mládí jasně bílá, stárnutím plodnice přechází přes krémovou až do rezavě nažloutlé barvy. Hymenofor je tvořen dlouhými křehkými bílými ostny, které splývají z větévek po celé jejich délce.

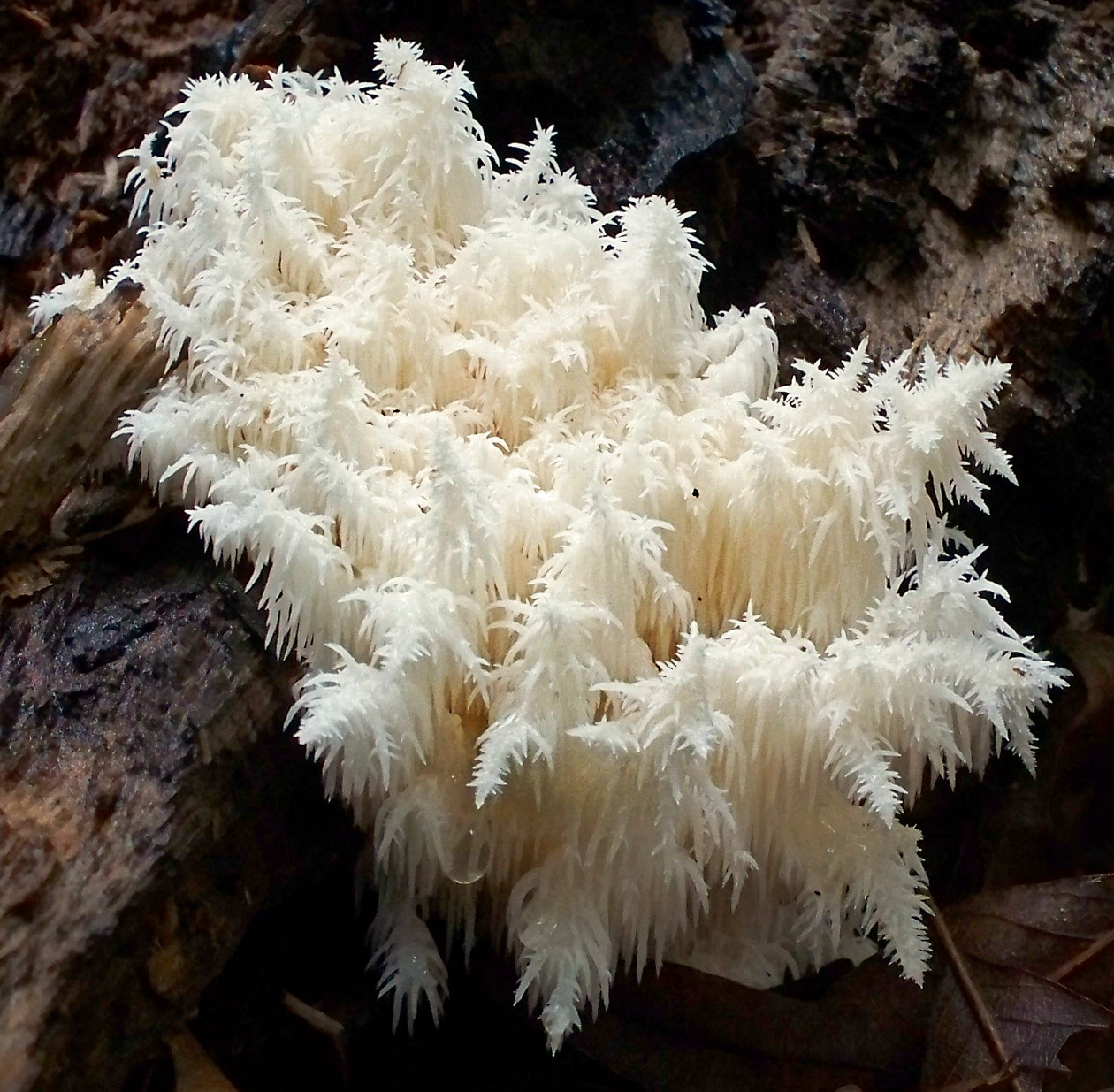
Korálovec bukový (Hericium corallloides)

## Výskyt
Roste celkem vzácně ve starých bučinách a pralesích, hlavně na podzim. Vyrůstá z padlých a trouchnivých kmenů buku, občas i z mrtvého dřeva jiných stromů.